# Kheïra Hamani
Pour les articles homonymes, voir Hamani.
Kheïra Hamani, née en 1979, est une haltérophile algérienne.

## Carrière
Elle obtient la médaille d'argent dans la catégorie des plus de 75 kg aux championnats d'Afrique 2000 à Yaoundé.
Aux Championnats d'Afrique d'haltérophilie 2004 à Tunis, Kheïra Hamani est médaillée d'or à l'arraché, à l'épaulé-jeté et au total dans la catégorie des plus de 75 kg. Elle est médaillée de bronze dans cette catégorie à l'arraché, à l'épaulé-jeté et au total lors des Jeux panarabes de 2004 à Alger.